# BoA (album)
Albums de BoA
The Face
(2008) Best and USA
(2009)
BoA est le premier album en anglais de la chanteuse coréenne BoA, sorti le 17 mars 2009 aux États-Unis. L'album débute à la 127e place du Billboard 200. Il sort le lendemain au Japon, dans une édition en 2 CD, titrée Best and USA, le second disque contenant une compilation de ses singles japonais. Le 31 août, une nouvelle édition, BoA: Deluxe, sort en téléchargement sur internet via iTunes. Cette version contient deux chansons inédites, Crazy About et Control, ainsi que la version single de Energetic.

## BoA
Les singles sont en gras
| 1.    | I Did It for Love (featuring Sean Garrett)    | Sean Garrett, Melvin K. Watson Jr., Matthew I. Irby                                         | Sean "The Pen" Garrett, The Phantom Boys | 3:01 |
| 2.    | Energetic                                     | Sean Garrett, Yirayah Garcia                                                                | Sean "The Pen" Garrett, Clubba Langg     | 3:41 |
| 3.    | Did Ya                                        | Christian Karlsson, Pontus Winnberg, Henrik Jonback, Negin Djafari                          | Bloodshy & Avant                         | 2:59 |
| 4.    | Look Who's Talking                            | Christian Karlsson, Pontus Winnberg, Henrik Jonback, Michelle Lynn Bell, Britney Spears     | Henrik Jonback                           | 3:08 |
| 5.    | Eat You Up                                    | Mikkel Johan Sigvardt, Thomas Troelsen                                                      | Henrik Jonback                           | 3:11 |
| 6.    | Obsessed                                      | Troy Verges, Bryan Glenn Kennedy, Hillary Lee Lindsey                                       | Brian Kennedy, Chief Wakil               | 3:46 |
| 7.    | Touched                                       | Christian Karlsson, Pontus Winnberg, Magnus Wallbert, Toby Gad, Arama Brown,Vanessa Hudgens | Bloodshy & Avant                         | 3:06 |
| 8.    | Scream                                        | Charlie Mason, Kay J, The Provider                                                          | Adrian Newman                            | 3:16 |
| 9.    | Girls On Top                                  | Young-Hu Kim, Lola Fair (Xperimental Music)                                                 | Young Jin Yoo                            | 3:37 |
| 10.   | Dress Off                                     | Adrian Newman                                                                               | Adrian Newman                            | 3:41 |
| 11.   | Hypnotic Dancefloor                           | Paolo Galgani, Lisa Rachelle Greene                                                         | Henrik Jonback                           | 3:43 |
| 12.   | Eat You Up (DJ Escape & Johnny Vicious Remix) | Mikkel Johan Sigvardt, Thomas Troelsen                                                      | Henrik Jonback                           | 3:38 |
| 38:47 |                                               |                                                                                             |                                          |      |